# Giovanni Consorte
Giovanni Consorte (Chieti, 16 aprile 1948) è un dirigente d'azienda italiano.

## Carriera
Laureato in Ingegneria chimica all'Università di Bologna nel 1972, master alla Luiss e alla Bocconi, dal novembre 1973 all'aprile 1975 è al Gruppo Montedison (analisi e budget degli investimenti).
Dal 1976 al 1978 è alla Lega delle Cooperative, nel ruolo di responsabile di un piano per la ristrutturazione e gestione dei processi di cambiamento di grandi cooperative.
Dal 1979 viene assunto come Dirigente in Unipol Assicurazioni, ricoprendo vari incarichi manageriali (Direttore Programmazione, Organizzazione, Controllo, Partecipazioni, Amministrazione, Finanza, Immobiliare), e nel luglio 1996 diventa Presidente e Amministratore Delegato. Dal novembre 1991 al giugno 1996 cura la ristrutturazione prima finanziaria e poi societaria della "finanziaria di controllo" del Gruppo Unipol denominata Unipol Finanziaria (poi diventata Finsoe). Dal 1996 al 1999 ha curato il lancio e la gestione di Unisalute S.p.A. (Compagnia di assistenza sanitaria integrativa specializzata nel managed care). A partire dal dicembre 1998 ha curato la ristrutturazione di Banec e successivamente il lancio di Unipol Banca, contribuendo alla elaborazione delle strategie di sviluppo ed occupandosi delle politiche gestionali della Banca. Dal 1997 ha curato quale Presidente e A.D. di Finec (poi diventata Unipol Merchant Banca per le Imprese) la ristrutturazione di numerose cooperative e medie imprese operanti nel settore industriale e delle costruzioni, trasformandola nel 2003 in una Merchant di mercato e poi in una Banca di medio termine.
Si è dimesso dalle cariche di vertice in Unipol il 9 gennaio del 2006.

## Le inchieste della magistratura
L'intera vicenda si innesta in quella più ampia e con numerosi intrecci e connivenze economiche e politiche, vicenda che tenne a lungo tempo le prime pagine dei giornali. Riguarda la scalata alla Banca Antonveneta da parte della banca Popolare di Lodi (allora Presieduta da Gianpiero Fiorani), sostenuto dall'allora Governatore della Banca d'Italia, alcuni immobiliaristi (Ricucci, Coppola) ed il finanziere bresciano Emilio Gnutti (già alleato di Consorte nella vicenda Telecom). L'insieme dei personaggi è stato consegnato alle cronache con la definizione emblematica dei furbetti del quartierino.
Le sue dimissioni sono state causate dalle accuse di aggiotaggio, associazione a delinquere e appropriazione indebita a lui rivolte in occasione dello scandalo finanziario relativo alla scalata della Banca popolare di Lodi, poi diventata Banca Popolare Italiana, alla Banca Antonveneta. L'aggiotaggio si concentra su 50 milioni di Euro ricevuti (insieme al proprio vice Ivano Sacchetti) dal finanziere bresciano Gnutti, per «consulenze» in proprio fatte a favore della Hopa di Gnutti. «Consulenze», però, pagate non con fatture ma dietro lo schermo di plusvalenze artificialmente create con operazioni borsistiche «blindate».
Questa è la versione che Consorte ha offerto agli inquirenti per giustificare questa consistente somma. Flussi creati con un particolare meccanismo, secondo quanto già rilevato dalle indagini e spiegato da Gnutti: Consorte e Sacchetti, attraverso intermediari spesso del gruppo del banchiere Gianpiero Fiorani, investivano su titoli o prodotti derivati ritenuti «promettenti» dal punto di vista del margine di incremento prevedibile, e subito li rivendevano a Gnutti a prezzi sensibilmente più alti, ricavandone quindi immediate plusvalenze a colpo sicuro, di dimensione pari all'apparente generosità di Gnutti.
Al suo posto è stato nominato il Presidente dell'Emiliano-Romagnola Coop Adriatica, Pier Luigi Stefanini.
Ancora in corso gli accertamenti della magistratura, ma intanto il procuratore capo di Perugia Nicola Miriano e i Pm Alessandro Cannevale e Sergio Sottani hanno chiesto l'archiviazione per Consorte, il giudice milanese Francesco Castellano e il procuratore aggiunto di Roma Achille Toro: la motivazione consiste nella "insussistenza di elementi idonei a sostenere l'accusa in giudizio". L'indagine aveva ipotizzato che i due magistrati fossero stati "arruolati" da Consorte per conoscere indiscrezioni e segreti delle indagini su Bnl, Antonveneta e Rcs: dopo un anno d'indagini, a chiudere l'inchiesta ha provveduto in data 2 ottobre 2006 la stessa procura.
In data 25 ottobre 2006, invece, Consorte, Ivano Sacchetti (ex presidente Unipol Banca e vicepresidente di Unipol) e il finanziere Emilio Gnutti sono stati condannati a 6 mesi di reclusione dal giudice di Milano Elisabetta Meyer con l'accusa di insider trading su titoli Unipol, stabilendo in 92.500 euro i danni patrimoniali e non patrimoniali che andranno risarciti dai tre condannati, in solido tra loro, alla Consob, parte civile nel processo. "Amareggiati e increduli" per l'esito della sentenza del Tribunale di Milano, Consorte e Sacchetti hanno sottolineato il fatto che si tratta comunque "solo del primo grado di giudizio".
Nel luglio 2007 la vicenda torna all'onore delle cronache perché una richiesta del Gip di Milano Clementina Forleo chiede al Parlamento di acquisire come prove il testo delle telefonate intercorse tra il Consorte e Massimo D'Alema e Piero Fassino. L'ipotesi è di una guida "anche" politica alla scalata di BNL della quale Consorte sarebbe stato l'esecutore ottemperando alle volontà politiche dei suoi referenti.
Nel novembre 2007, Consorte viene condannato in appello, con sentenza che conferma la pena di 6 mesi ottenuta in primo grado. Consorte ha dichiarato: «Sono condannato per aver agito nell'interesse di Unipol. È una sentenza che non capisco: faremo ricorso in Cassazione».
Nel luglio 2008 Consorte ritorna in possesso di gran parte dei 50 milioni di euro sequestrati dalla magistratura in quanto ritenuti frutto di operazioni lecite. Il Gup di Milano Luigi Varanelli ha riconosciuto che effettivamente la cifra riguardava una consulenza, disponendo quindi il dissequestro con sentenza passata in giudicato. Nonostante l'importanza di questa notizia, la stessa passa quasi sotto silenzio: appare nella versione cartacea del "Sole24ore" e di "Il Foglio", ma è difficile trovare in internet qualche riferimento (lo stesso Consorte si "dimentica" di aggiornare il proprio sito).
Il 21 gennaio 2009 le condanne per Consorte, Sacchetti e gli altri dirigenti Unipol per insider trading vengono annullate senza rinvio dalla quinta sezione penale della Cassazione per incompetenza territoriale della procura di Milano. Gli atti vengono trasmessi a Bologna.
Il 28 maggio 2011 viene condannato a 3 anni di reclusione più una multa di un milione di euro nel processo per la tentata scalata Bpi ad Antoveneta. Il 28 maggio 2012 la pena a carico di Consorte viene ridotta dalla Corte d'Appello di Milano a un anno e 8 mesi. La sentenza è confermata dalla Corte di Cassazione il 28 novembre 2012.
Il 6 dicembre 2013 la Corte d'Appello di Milano assolve tutti gli imputati, incluso Giovanni Consorte, dall'accusa di aggiotaggio «perché il fatto non sussiste» nel processo sulla tentata scalata di Unipol a BNL del 2005. Nella stessa sentenza, la Corte dispone la revoca delle sanzioni pecuniarie irrogate nei confronti di Unipol, Banca popolare dell'Emilia-Romagna e Hopa, nonché della provvisionale pari 15 milioni di euro già liquidata in favore della parte civile, Banco di Bilbao, condannata a pagare le spese processuali. Il 6 maggio 2015 la Cassazione conferma la sentenza di assoluzione mettendo la parola fine alla vicenda.

## Le sanzioni della CONSOB
Il 20 ottobre 2010 la CONSOB applica nei confronti di Giovanni Consorte, in qualità di Amministratore Delegato di Unipol Gruppo Finanziario S.p.A. al tempo dei fatti, le seguenti sanzioni amministrative pecuniarie: € 50.000, per ciascuna delle n. 4 violazioni dell'art. 114, comma 1, del d.lgs. n. 58/1998, e dell'art 66, comma 4, del Regolamento Intermediari CONSOB, in relazione ai comunicati del 31 maggio 2005, del 1º giugno 2005 (inerenti alla disponibilità da parte di Unipol di azioni Banca Nazionale del Lavoro S.p.A. in virtù di contratti di opzione), del 1º luglio 2005 e del 15 luglio 2005 (inerenti alla disponibilità da parte di Unipol della facoltà di incrementare la partecipazione nel capitale sociale di BNL fino al 14,92% in virtù di contratti di opzione); € 100.000 per la violazione delle medesime disposizioni in relazione al comunicato del 6 giugno 2005 (in relazione all'ipotesi allo studio di lancio di un'offerta pubblica di acquisto sulle azioni della Banca Nazionale del Lavoro S.p.A. da parte della stessa Unipol). La somma delle sanzioni complessivamente applicate nei confronti di Giovanni Consorte è, quindi, pari ad € 300.000.

## Il salvataggio del Bologna Calcio
Nel dicembre 2010 Consorte è intervenuto per scongiurare il fallimento della squadra del Bologna, costituendo la società per azioni di cui era inizialmente presidente, Bologna 2010, che ne ha rilevato il 100% da Sergio Porcedda (80%) e Francesca Menarini (20%): nuovo Presidente Massimo Zanetti, imprenditore trevigiano del caffè (Segafredo), poi dimessosi, improvvisamente, il 21 gennaio 2011 a seguito di una lettera dell'Amministratore Delegato da lui fortemente voluto, Luca Baraldi, nella quale si denunciava un "buco" di nove milioni di euro rispetto a quanto prospettato da Intermedia.
Consorte aveva già espresso le sue perplessità su come stava procedendo la governance di Bologna 2010 sottolineando che governare è diverso da comandare. Laddove Baraldi avesse avuto ragione il Bologna F.C. 1909 avrebbe sicuramente avuto problemi insormontabili ma lo stesso A.D. ha poi sostenuto di essere stato frainteso.
Il 21 maggio lascia definitivamente il Bologna nelle mani di Albano Guaraldi nominandolo Presidente all'unanimità e Amministratore Delegato.